# Paola Folzini
Paola Folzini (Milano, 2 maggio 1953) è una cantante italiana.

## Biografia
Inizia l'attività di cantante nella seconda metà degli anni '60, ed a soli quindici anni vince la IV edizione della Sei giorni della canzone, che non le procura alcun contratto discografico.
Continua a partecipare a festival minori e ad esibirsi in vari locali finché, dopo la partecipazione al Festival di Castrocaro viene scoperta dal Maestro Aldo Buonocore ed incide nel 1972, con lo pseudonimo Zita, un 45 giri contenente i brani Si fa così e Tanti auguri, per la Cipiti. Il brano principale viene riproposto nel 1976 con un breve filmato, all'interno del film Stangata in famiglia di Franco Nucci con Lino Banfi, Marisa Merlini e Isabella Biagini.
Partecipa al Festival di Sanremo 1975 con Il ragioniere, scritta dallo stesso Buonocore con il testo di Claudio Celli, ex componente del Quartetto Radar. Il 45 giri che la contiene entra in classifica in Italia, fino al sedicesimo posto, e viene pubblicato anche in Svizzera, Germania e Austria.
Dopo altre incisioni, alla fine del decennio, la Folzini lascia l'attività.